# Thrypticomyia arcus
Thrypticomyia arcus är en tvåvingeart som först beskrevs av Alexander 1964.  Thrypticomyia arcus ingår i släktet Thrypticomyia och familjen småharkrankar. Inga underarter finns listade i Catalogue of Life.